# 瞬态电压抑制二极管
瞬态电压抑制二极管也稱為TVS二极管，是一種保護用的電子零件，可以保護電器設備不受導線引入的電壓尖峰破壞。

## 說明
TVS二极管會和要保護的電路並聯。當其電壓超過突崩潰準位時，直接分流過多的電流。TVS二极管是箝位器，會抑制超過其崩潰電壓的過高電壓。當過電壓消失時，TVS二极管會自動復歸，而其吸收的能量比類似額定的撬棒電路要大很多。
TVS二极管有單向的及雙向的。單向的TVS二极管在順向操作時類似整流器，但在其設計允許承受很大的峰值電流，1.5KE系列的瞬間功率可以到1500 W。
雙向的TVS二极管可以視為是二個極性相反的雪崩二極管相串聯，再和要保護的電路並聯。雖然在電路中會標示為二個二極管，不過實際元件是將二個二極管封裝在同一個包裝中。
TVS二极管過電壓反應的速度會比其他的過電壓保護元件（例如壓敏電阻或是氣體放電管）要快。實際的箝位大約只有一皮秒，但因為實際電路中導線存在電感，因此保護元件需容許較長時間的大電壓。因此TVS二极管會比其他元件適合保護電路，不受很快、且有破壞性的電壓突波所破壞。像許多分散式的電路都有這種快速的過電壓突波，可能因為內部因素或是外部因素造成，例如閃電或是馬達短路。
瞬态电压抑制器若使用在超過其設計條件的環境下，可能會損壞。瞬态电压抑制器的失效模式有三種：短路、開路、元件額定下降。
TVS二极管常會稱為是transorbs，或是Vishay半導體的註冊商標TransZorbs。

## 規格
TVS二极管有以下的規格：
- 漏電流：在電壓小於最大反向關斷電壓時，可以導通的電流。
- 最大反向關斷電壓：在此電壓以下，導流電流不明顯
- 擊穿電壓：會出現顯導通電流的電壓。
- 箝位電壓：導通電流會到其額定電流（數百到數千安培）的電壓。
- 雜散電容：未導通的二極體其特性類似電容器，對於高頻信號有破壞性的效果，一般會建議選用雜散電容較低的TVS二极管。
- 雜散電感：因為實際過電壓的切換很快，包裝的電感是反應速度的限制因素之一。
- 可吸收的能量：因為暫態很短，所有的能量都變成TVS二極管本身的熱，散熱片只會影響之後散熱需要的時間，無法提昇TVS二極管可吸收的能量。因此高能量的TVS二極管也會有較大的體積。若體積不夠大，過電壓可能會破壞TVS二極管，也就無法保護其他的電路。

## 延伸閱讀
- TVS/Zener Theory and Design Considerations; ON Semiconductor; 127 pages; 2005; HBD854/D. (Free PDF download) （页面存档备份，存于）

## 外部連結
- "Tailored ESD Protection for various electronic interfaces", Infineon Application Note AN248 （页面存档备份，存于）
- What are TVS diodes, Semtech Application Note SI96-01
- TVS Diodes compared to other transient voltage suppression technologies, application note
- Transient Suppression Devices and Principles, Littelfuse Application Note AN9768 （页面存档备份，存于）
- Transil™ / Trisil™ Comparison, ST application note AN574 （页面存档备份，存于）
- Transient Protection Solutions: Transil™ diode versus Varistor, ST application note AN1826 （页面存档备份，存于）